# Ol
Ol – wymarły rodzaj owadów z rzędu karaczanów, jedyny z monotypowej rodziny Olidae. Obejmuje tylko jeden opisany gatunek, Ol xiai. Żył w kredzie na terenie obecnej Azji. Wyróżniał się tle wszystkich karaczanów licznymi cechami, w tym dwugrzebieniastymi czułkami i obecnością dobrze widocznej tarczki.

## Taksonomia
Rodzaj i gatunek typowy opisane zostały w 2017 roku przez Petera Vršanskiego i Wang Bo. Opisu dokonano na podstawie inkluzji w bursztynie birmańskim (burmicie) znalezionej w dolinie Hukawng w Mjanmie i datowanej na cenoman w kredzie późnej. Nazwa rodzajowa oznacza w języku santali „pismo”, natomiast epitet gatunkowy nadano na cześć Xia Fangyuana, specjalisty od burmitu.
Rodzaj ten autorzy opisu umieścili w nowej, monotypowej rodzinie Olidae, wskazując 19 autapomorfii, w tym dwugrzebieniaste czułki. Rodzinę tę sklasyfikowano w obrębie nadrodziny Blattoidea na podstawie sposobu ułożenia skrzydeł tylnej pary. Autorzy przypuszczają, że wyewoluować mogła ona z wczesnokredowych karaczanowatych grupy pnia.

## Morfologia
Owad ten osiągał 15,7 mm długości ciała. Głowa była hipognatyczna, wydłużona, o dość wąskich i nieco tylko wystających poza jej obrys oczach złożonych oraz soczewkowatych, nakrytych dachowatymi osłonkami przyoczkach bocznych. Czułki był krótkie, o poszerzonych członach biczyka i wyróżniały się na tle wszystkich karaczanów dwugrzebykowatą formą. Bardzo krótkie głaszczki szczękowe o członach końcowych w postaci okrągłego, spłaszczonego dysku również były autapomorfią rodzaju. Szyja była dość krótka.
Prawie poprzeczne przedplecze gęsto porastały bardzo krótkie, krótsze od szerokości czułków, ale mocne sensilla szczecinkowate (sensilla chaetica). Paranotalia były słabo zaznaczone, a u nasady przedplecza znajdowała się dachowata wypustka. Obecność wyraźnej tarczki wyróżniała Olidae na tle całego rzędu. Skrzydło przednie miało około 12,5 mm długości, około 5 mm szerokości i w części nasadowej było rozlegle zesklerotyzowane. Pole kostalne było szerokie, a krótka żyłka subkostalna wypuszczała odgałęzienia, z których pięć osiągało brzeg skrzydła. Żyłka radialna pierwsza była załamana i wypuszczała sześć nierozgałęzionych, długich, prawie prostych odnóg. Sektor radialny zajmował połowę szerokości skrzydła osiągając jego wierzchołek, a dwie spośród jego gałęzi łączyły się ze sobą w pobliżu wierzchołka. Regularna żyłka medialna wypuszczała bardzo długie i niemal proste, pozbawione wtórnych rozgałęzień gałęzie, z który dwie łączyły się w jedną, a 7 ostatecznie osiągało brzeg skrzydła. Żyłka kubitalna przednia była nieregularna i wypuszczała odgałęzienia, z których 12 osiągało brzeg skrzydła. Żyłka kubitalna tylna była ostro ścięta. Żyłki analne były pozbawione modyfikacji. Skrzydła tylne były w pełni wykształcone, błoniaste, przejrzyste, nie odbiegające długością od przednich. Odnóża były bieżne, punktowane, gęsto porośnięte sensillami, gęsto żeberkowane, o wolnych biodrach, w większości bardzo krótkich ostrogach i pięcioczłonowych stopach z symetrycznymi pazurkami i małymi aroliami. Za autapomorfie w ich budowie uznaje się niemal całkiem zredukowane ostrogi końcowe wszystkich ud, bardzo duże ostrogi przednich goleni oraz przylgi tylnej pary zmodyfikowane w hakowate wyrostki.
Odwłok zaopatrzony był w nieczłonowane, symetryczne, położone blisko siebie wyrostki rylcowe oraz jedenastoczłonowe przysadki odwłokowe z licznymi, ale krótkimi sensillami.